# كالبانا
كالبانا هي ممثلة هندية (وحملت سابقاً جنسية الراج البريطاني)، ولدت في 8 يوليو 1943 في الهند، وتوفيت بنفس المكان في 12 مايو 1979. من الجوائز التي نالتها جائزة فيلم فير جنوب.

## جوائز
- جائزة فيلم فير جنوب